# I bitwa o Marsa al-Burajka
I bitwa o Marsa al-Burajka (Bregę) – zbrojne starcie stoczone w dniach 2 – 3 marca między libijską armią rządową wspieraną przez zagranicznych najemników a demonstrantami i zbuntowanymi żołnierzami podczas libijskiej wojny domowej na froncie wschodnim. Podczas pierwszego starcia zwyciężyli rebelianci, jednak 10 dni później miasto odbiły siły rządowe.

## Tło
15 lutego 2011 w Libii rozpoczęły się masowe antyrządowe protesty. Po tym jak żołnierze przyjechali do Marsa al-Burajka, zwanej też Bregą, rozpoczęły się walki o kontrolę nad miastem.
25 lutego po południu manifestanci przejęli kontrolę nad miastem Marsa al-Burajka (Brega), w którym znajduje się rafineria ropy naftowej.

## Bitwa

### Przebieg
2 marca o 6. rano wybuchły zacięte walki o miasto. 400 żołnierzy rządowych przyjechało do miasta 100 pojazdami opancerzonymi. W pierwszych godzinach walk żołnierze uzyskali kontrolę nad rafinerią ropy naftowej, portem, terminal lotniska i przemysłu, jak również uniwersytetem. Wobec tego powstańcy podjęli mobilizację.
Miasto przechodziło na zmianę pod kontrolę sił lojalnych wobec Kaddafiego i sił antyrządowych. Powstańcy zestrzelili myśliwiec Dassault Mirage F1. W końcu rebelianci po ciężkich walkach odzyskali kontrolę nad miastem, mimo ataku wojsk rządowych. W bitwie zginęło 14 rebeliantów. W walce uczestniczyło 250-300 rebeliantów. Siły rządowe wykorzystywały cywilów jako żywe tarcze. Podczas walk zabito ośmiu pracowników instalacji naftowych.
Wojska Kaddafiego przeprowadziły także szybki atak (w tym bombardowanie przez lotnictwo) na położone w pobliżu Bregi miasto Adżdabija, w którego okolicy znajdowały się baza wojskowa i skład broni, opanowane przez powstańców.
3 marca lotnictwo Kaddafiego ponownie zbombardowało miasto Marsa al-Burajka, bomby spadły w pobliżu uniwersytetu, około 2 km od terminalu naftowego, zbombardowane zostało również tamtejsze lotnisko. Zginęło 10 cywilów, a 21 odniosło rany. Do Marsa al-Burajka zostały skierowane posiłki oddziałów powstańczych Jaysh-e-Libi al-Hurra, które odparły atak sił rządowych. Miasto od tej pory kontrolowali rebelianci.

### Dalsze wydarzenia
Żołnierze rządowi, którzy opuścili miasto po klęsce z 2 marca, dotarli do miasta Ras al-Unuf, w którym 4 marca wybuchły walki.
4 marca nad ranem doszło do nalotu w mieście Adżdabija, gdzie rakiety eksplodowały też przy murze bazy wojskowej zajmowanego przez opozycję. W wyniku ataku nikt nie ucierpiał. W Marsa al-Burajka trwały pogrzeby ofiar toczącej się bitwy.
6 marca siły rządowe rozpoczęły kontrofensywę na froncie wschodnim. Tego dnia z rąk rebeliantów odbili miasto Bin Dżawad, a 10 marca Ras al-Unuf. 13 marca rozpoczęła się II bitwa o Marsa al-Burajka.